# 伊澤直乙斗
伊澤 直乙斗（いざわ なおと、2004年9月24日 - ）は、千葉県出身の日本の柔道選手。階級は81kg級。身長171cm組み手は左組み。得意技は背負投。

## 経歴
柔道は5歳の時に地元の山武少年柔道クラブ(現在は閉団)で始め、小学校3年の時に明心館関本道場に移籍した。小学校6年の時に全国小学生学年別柔道大会50kg級で3位になった。山武中学3年の時に全国中学校柔道大会の73㎏級決勝で東海大相模中学2年の木原慧登に大腰で敗れて2位だった。
習志野高校へ進むと、2年の時にインターハイ81㎏級で2位だったが、3年の時には優勝した。さらにその年の全日本ジュニアでも優勝を飾った。グランプリ・アルマダでは2回戦で敗れた。2023年に明治大学へ進学すると、全日本ジュニアでは決勝で東海大学2年の天野開斗を技ありで破って2連覇を達成した。世界ジュニアでは準決勝でジョージアのアレクサンドレ・ロラーゼに技ありで敗れて3位だった。体重別団体では2位だった。グランプリ・オディベーラスでは準々決勝でトルコのヴェダト・アルバイラクに反則負けを喫すると、その後の3位決定戦でも韓国の李俊奐に技ありで敗れて5位だった。2年の時には優勝大会で3位、学生体重別では優勝した。体重別団体では2位だった。グランプリ・リンツでは3回戦で元世界チャンピオンであるベルギーのマティアス・カスを巴投で破るも、準々決勝でウズベキスタンのムロジョン・ユルドシェフに合技で敗れた。しかし、その後の敗者復活戦を勝ち上がって3位になった。
IJF世界ランキングは434ポイント獲得で85位(25/3/17現在)。

## 戦績
- 2016年 - 全国小学生学年別柔道大会　3位(50kg級)
- 2019年 - 全国中学校柔道大会　2位(73㎏級)
- 2021年 - インターハイ　2位
- 2022年 - インターハイ　優勝
- 2022年 - 全日本ジュニア　優勝
- 2023年 - フランスジュニア   国際　優勝
- 2023年 - 全日本ジュニア　優勝
- 2023年 - 世界ジュニア　3位
- 2023年 - 全日本学生体重別団体  2位
- 2024年 -　グランプリ・オディベーラス　5位
- 2024年 - 優勝大会 3位
- 2024年 -　学生体重別　優勝
- 2024年 -　体重別団体　2位
- 2025年 - グランプリ・リンツ　3位
- 2025年 - 優勝大会 3位

(出典)